# 6-та авіапольова дивізія (Третій Рейх)
6-та авіапольова дивізія (Третій Рейх) (нім. Luftwaffen Feld Division 6) — піхотна дивізія Вермахту зі складу військово-повітряних сил, що діяла як звичайна піхота за часів Другої світової війни.

## Історія
6-та авіапольова дивізія сформована у вересні 1942 на основі 21-го авіаційного полку Люфтваффе (нім. Flieger-Regiment 21) на навчальному центрі Гросс Борн (нім. Truppenübungsplatz Groß-Born) у 3-му командуванні Люфтваффе (нім. Luftgau-Kommando III) й у листопаді 1942 року приписана до групи армій «Центр». Дивізія прибула на Східний фронт до району Невеля, де перейшла до оборони ділянки лінії фронту.
У листопаді 1943 року її перейменували на 6-ту польову дивізію Люфтваффе. Літом 1944 року 6-та авіапольова дивізія під командуванням генерал-майора Р. Пешеля тримала оборону на ділянці поблизу білоруського Вітебська. З початком радянського масштабного стратегічного наступу за планом операції «Багратіон» дивізія була в лічені дні вщент розгромлена в боях за Вітебськ та Оршу.
3 серпня 1944 року вона була формально розформована. Рештки з'єднання пішли на доукомплектування корпусної групи «H» оберста Й.-Ф. Ланга, що утворювалась за рахунок розгромлених у Білорусі 95-ї, 197-ї, 256-ї піхотних, а також 4-ї авіапольової дивізій Вермахту.

## Райони бойових дій
- Німеччина (вересень — грудень 1942)
- СРСР (центральний напрямок) (грудень 1942 — червень 1944)

## Командування

### Командири
- Генерал-майор Ернст Вебер (нім. Ernst Weber) (вересень — 16 листопада 1942)
- Генерал-лейтенант Рюдігер фон Гейкінг (нім. Rüdiger von Heyking) (25 листопада 1942 — 4 листопада 1943)
- Генерал-майор Рудольф Пешель (нім. Rudolf Peschel) (5 листопада — 30 червня 1944)

### Підпорядкованість
| Час         | Корпус                   | Армія                    | Група армій (округ)        | Штаб        |
| ----------- | ------------------------ | ------------------------ | -------------------------- | ----------- |
| 1942        |                          |                          |                            |             |
| 1 листопада | —                        | —                        | 3-е командування Люфтваффе | Гросс Борн  |
| 22 грудня   | II-й авіапольовий корпус | Армійська група Шевалері | Група армій «Центр»        | Великі Луки |
| 1943        |                          |                          |                            |             |
| 1 січня     | II-й авіапольовий корпус | Армійська група Шевалері | Група армій «Центр»        | Великі Луки |
| 1 лютого    | II-й авіапольовий корпус | 3-тя танкова армія       | Група армій «Центр»        | Невель      |
| 1 листопада | IX-й ак                  | 3-тя танкова армія       | Група армій «Центр»        | Вітебськ    |
| 1944        |                          |                          |                            |             |
| 1 січня     | LIII-й ак                | 3-тя танкова армія       | Група армій «Центр»        | Вітебськ    |
| 16 травня   | LIII-й ак                | 3-тя танкова армія       | Група армій «Центр»        | Вітебськ    |

### Склад
| Вересень 1942                   | Травень 1944                    |
| ------------------------------- | ------------------------------- |
| 1-й фельдєгерський батальйон    | 52-й єгерський полк (Люфтваффе) |
| 2-й фельдєгерський батальйон    | 53-й єгерський полк (Люфтваффе) |
| 3-й фельдєгерський батальйон    | 54-й єгерський полк (Люфтваффе) |
| 4-й фельдєгерський батальйон    |                                 |
|                                 | фузілерний батальйон            |
| велосипедна рота                |                                 |
| артилерійський дивізіон         | артилерійський полк             |
| протитанковий батальйон         |                                 |
| інженерна рота                  | інженерний батальйон            |
| зенітна батарея                 | зенітний дивізіон               |
| рота зв'язку                    | батальйон зв'язку               |
| дивізійне управління постачання |                                 |
| запасний батальйон              |                                 |